# Hjälmkasik
Hjälmkasik (Cacicus oseryi) är en fågel i familjen trupialer inom ordningen tättingar.

## Utbredning och systematik
Fågeln förekommer i tropiska östra Ecuador, östra Peru och längst i sydvästra Brasilien (Amazonas). Den behandlas som monotypisk, det vill säga att den inte delas in i några underarter.

## Status
IUCN kategoriserar arten som livskraftig.